# Phidippus albocinctus
Phidippus albocinctus là một loài nhện trong họ Salticidae.
Loài này thuộc chi Phidippus. Phidippus albocinctus được Lodovico di Caporiacco miêu tả năm 1947.